# Nederlandse kampioenschappen atletiek 2015
In 2015 werden de Nederlandse kampioenschappen atletiek gehouden van 30 juli tot en met 2 augustus in het Olympisch Stadion (Amsterdam). Voor het eerst werd het evenement, waarvan de organisatie wederom in handen lag van de Amsterdamse atletiekvereniging Phanos in samenwerking met de Atletiekunie, uitgesmeerd over vier dagen. De voornaamste redenen hiervoor waren, dat men een groter aantal atleten wilde laten ervaren hoe het is om een meerdaags evenement mee te maken met voorrondes en finales en tegelijkertijd meer sporters een kans wilde geven op deelname aan een NK. Vanwege deze maatregel konden enkele kampioenschappen op estafettenummers aan het programma worden toegevoegd. Tevens werd het programma uitgebreid met het NK meerkamp, dat in het verleden steeds apart van de baankampioenschapen werd georganiseerd. 
De kampioenschappen stonden in het teken van de wereld kampioenschappen in Peking. 
Er werd tijdens de NK door Femke Pluim een  Nederlandse record verbeterd bij het polsstokhoogspringen, dat door haar werd gewonnen met 4,55 m, een aanscherping van haar eigen record van enkele maanden ervoor met vijf centimeter. Bij het hink-stap-springen evenaarde Fabian Florant met 16,65 m zijn nationale record uit 2009. Thijmen Kupers stelde zijn uitzending naar de WK in Peking veilig door de 800 m te winnen in 1.45,28, waar 1.46,00 als kwalificatie-eis was gevraagd. 

## Uitslagen

### 100 m
| wind: +0,8 m/s | wind: +0,8 m/s   | wind: +0,8 m/s |
| rang           | atleet           | prestatie      |
| -------------- | ---------------- | -------------- |
| Goud           | Churandy Martina | 10,08 s        |
| Zilver         | Solomon Bockarie | 10,29 s        |
| Brons          | Hensley Paulina  | 10,33 s        |

| wind: +0,8 m/s | wind: +0,8 m/s  | wind: +0,8 m/s |
| rang           | atlete          | prestatie      |
| -------------- | --------------- | -------------- |
| Goud           | Dafne Schippers | 11,02 s        |
| Zilver         | Jamile Samuel   | 11,29 s        |
| Brons          | Naomi Sedney    | 11,54 s        |

### 200 m
| wind: -0,4 m/s | wind: -0,4 m/s      | wind: -0,4 m/s |
| rang           | atleet              | prestatie      |
| -------------- | ------------------- | -------------- |
| Goud           | Liemarvin Bonevacia | 20,62 s        |
| Zilver         | Solomon Bockarie    | 20,81 s        |
| Brons          | Patrick van Luijk   | 21,03 s        |

| wind: -0,2 m/s | wind: -0,2 m/s     | wind: -0,2 m/s |
| rang           | atlete             | prestatie      |
| -------------- | ------------------ | -------------- |
| Goud           | Jamile Samuel      | 23,00 s        |
| Zilver         | Nicky van Leuveren | 23,59 s        |
| Brons          | Naomi Sedney       | 23,71 s        |

### 400 m
| rang   | atleet              | prestatie |
| ------ | ------------------- | --------- |
| Goud   | Liemarvin Bonevacia | 46,72 s   |
| Zilver | Bjorn Blauwhof      | 47,16 s   |
| Brons  | Sander Pupella      | 48,04 s   |

| rang   | atlete             | prestatie |
| ------ | ------------------ | --------- |
| Goud   | Nicky van Leuveren | 52,70 s   |
| Zilver | Lisanne de Witte   | 52,75 s   |
| Brons  | Laura de Witte     | 53,82 s   |

### 800 m
| rang   | atleet          | prestatie |
| ------ | --------------- | --------- |
| Goud   | Thijmen Kupers  | 1.45,28   |
| Zilver | Bob van der Ham | 1.48,58   |
| Brons  | Jorian Damen    | 1.48,83   |

| rang   | atlete           | prestatie |
| ------ | ---------------- | --------- |
| Goud   | Lisanne de Witte | 2.05,89   |
| Zilver | Manon Kruiver    | 2.06,76   |
| Brons  | Suzanne Voorrips | 2.07,61   |

### 1500 m
| rang   | atleet           | prestatie |
| ------ | ---------------- | --------- |
| Goud   | Jurgen Polderman | 4.03,00   |
| Zilver | Richard Douma    | 4.03,50   |
| Brons  | Dennis Licht     | 4.04,02   |

| rang   | atlete         | prestatie |
| ------ | -------------- | --------- |
| Goud   | Maureen Koster | 4.26,01   |
| Zilver | Manon Kruijver | 4.26,51   |
| Brons  | Sabine Rutten  | 4.32,45   |

### 5000 m
| rang   | atleet           | prestatie |
| ------ | ---------------- | --------- |
| Goud   | Dennis Licht     | 14.12,94  |
| Zilver | Gert-Jan Wassink | 14.20,73  |
| Brons  | Alwin Roovers    | 14.31,69  |

| rang   | atlete             | prestatie |
| ------ | ------------------ | --------- |
| Goud   | Jamie van Lieshout | 16.23,95  |
| Zilver | Marcella Herzog    | 16.26,33  |
| Brons  | Irene van Lieshout | 16.27,85  |

### 10.000 m
| rang   | atleet       | prestatie |
| ------ | ------------ | --------- |
| Goud   | Roy Hoornweg | 29.16,66  |
| Zilver | Mike Teekens | 29.54,84  |
| Brons  | Joeri Wolf   | 29.56,69  |

### 110 m horden/100 m horden
| wind: +2,2 m/s | wind: +2,2 m/s | wind: +2,2 m/s |
| rang           | atleet         | prestatie      |
| -------------- | -------------- | -------------- |
| Goud           | Gregory Sedoc  | 13,77 s        |
| Zilver         | Tjendo Samuel  | 13,99 s        |
| Brons          | Paul Groen     | 14,23 s        |

| wind: -1,0 m/s | wind: -1,0 m/s | wind: -1,0 m/s |
| rang           | atlete         | prestatie      |
| -------------- | -------------- | -------------- |
| Goud           | Nadine Visser  | 13,04 s        |
| Zilver         | Rosina Hodde   | 13,38 s        |
| Brons          | Eefje Boons    | 13,62 s        |

### 400 m horden
| rang   | atleet          | prestatie |
| ------ | --------------- | --------- |
| Goud   | Jesper Arts     | 51,48 s   |
| Zilver | Nick Smidt      | 52,88 s   |
| Brons  | Steven Nuytinck | 53,10 s   |

| rang   | atlete          | prestatie |
| ------ | --------------- | --------- |
| Goud   | Bianca Baak     | 58,92 s   |
| Zilver | Maruska Eduarda | 60,00 s   |
| Brons  | Myrthe Fonck    | 60,35 s   |

### 3000 m steeple
| rang   | atleet          | prestatie |
| ------ | --------------- | --------- |
| Goud   | Nils Pennekamp  | 9.09,60   |
| Zilver | Simon Grannetia | 9.15,68   |
| Brons  | Matthias Hardt  | 9.22,43   |

| rang   | atlete                | prestatie |
| ------ | --------------------- | --------- |
| Goud   | Kristel van den Berg  | 10.50,34  |
| Zilver | Jolanda Verstraten    | 11.18,88  |
| Brons  | Irene van der Reijken | 11.26,95  |

### 20 km snelwandelen
| rang   | atleet            | prestatie |
| ------ | ----------------- | --------- |
| Goud   | Rob Tersteeg      | 1:42.16   |
| Zilver | Andre van Slooten | 1:42.54   |
| Brons  | Rick Liesting     | 1:48.07   |

### 4 x 100 m
| rang   | atleet   | prestatie |
| ------ | -------- | --------- |
| Goud   | Phanos 1 | 41,47 s   |
| Zilver | AV’23    | 42,34 s   |
| Brons  | Phoenix  | 43,02 s   |

| rang   | atlete             | prestatie |
| ------ | ------------------ | --------- |
| Goud   | Eindhoven Atletiek | 45,31 s   |
| Zilver | Leiden Atletiek    | 47,29 s   |
| Brons  | Rotterdam Atletiek | 47,60 s   |

### 4 x 400 m
| rang   | atleet               | prestatie |
| ------ | -------------------- | --------- |
| Goud   | Phanos 1             | 3.17,49   |
| Zilver | Groningen Atletiek   | 3.17,58   |
| Brons  | Rotterdam Atletiek 2 | 3.20,44   |

| rang   | atlete             | prestatie |
| ------ | ------------------ | --------- |
| Goud   | Rotterdam Atletiek | 3.44,05   |
| Zilver | Groningen Atletiek | 3.44,18   |
| Brons  | Eindhoven Atletiek | 3.56,12   |

### Verspringen
| rang   | atleet           | prestatie         |
| ------ | ---------------- | ----------------- |
| Goud   | Ronald Hertog    | 7,47 m (+0,6 m/s) |
| Zilver | Ignisious Gaisah | 7,44 m (+0,4 m/s) |
| Brons  | Yoeri Stieglis   | 7,10 m (-0,3 m/s) |

| rang   | atlete                | prestatie         |
| ------ | --------------------- | ----------------- |
| Goud   | Nadine Broersen       | 6,24 m (+2,3 m/s) |
| Zilver | Astrid Ekelmans       | 6,01 m (+1,3 m/s) |
| Brons  | Carola van Wagtendonk | 5,95 m (+1,3 m/s) |

### Hink-stap-springen
| rang   | atleet         | prestatie          |
| ------ | -------------- | ------------------ |
| Goud   | Fabian Florant | 16,65 m (+1,6 m/s) |
| Zilver | Sander Hage    | 15,30 m (+2,3 m/s) |
| Brons  | Remko Aubert   | 14,31 m (+1,9 m/s) |

| rang   | atlete          | prestatie          |
| ------ | --------------- | ------------------ |
| Goud   | Nora Ritzen     | 13,09 m (+1,0 m/s) |
| Zilver | Julia Talakua   | 12,70 m (-0,1 m/s) |
| Brons  | Maruska Eduarda | 12,27 m (+0,2 m/s) |

### Hoogspringen
| rang   | atleet           | prestatie |
| ------ | ---------------- | --------- |
| Goud   | Jan Peter Larsen | 2,16 m    |
| Zilver | Douwe Amels      | 2,16 m    |
| Brons  | Dave Brandhoff   | 2,10 m    |

| rang   | atlete             | prestatie |
| ------ | ------------------ | --------- |
| Goud   | Sietske Noorman    | 1,81 m    |
| Zilver | Nikki May Woudstra | 1,75 m    |
| Zilver | Linda Hurkmans     | 1,75 m    |

### Polsstokhoogspringen
| rang   | atleet          | prestatie |
| ------ | --------------- | --------- |
| Goud   | Menno Vloon     | 5,20 m    |
| Zilver | Nils Mulder     | 5,20 m    |
| Brons  | Cyriel Verberne | 5,00 m    |
| Brons  | Timo de Water   | 5,00 m    |

| rang   | atlete             | prestatie |
| ------ | ------------------ | --------- |
| Goud   | Femke Pluim        | 4,55 m    |
| Zilver | Rianna Galiart     | 4,25 m    |
| Brons  | Dominique Esselaar | 4,00 m    |

### Kogelstoten
| rang   | atleet            | prestatie |
| ------ | ----------------- | --------- |
| Goud   | Denzel Comenentia | 19,28 m   |
| Zilver | Patrick Cronie    | 18,66 m   |
| Brons  | Remco Goetheer    | 17,17 m   |

| rang   | atlete            | prestatie |
| ------ | ----------------- | --------- |
| Goud   | Melissa Boekelman | 17,34 m   |
| Zilver | Lieke Muller      | 14,63 m   |
| Brons  | Pamela Kiel       | 14,09 m   |

### Discuswerpen
| rang   | atleet         | prestatie |
| ------ | -------------- | --------- |
| Goud   | Rutger Smith   | 60,67 m   |
| Zilver | Erik Cadée     | 58,22 m   |
| Brons  | Stephan Dekker | 56,54 m   |

| rang   | atlete                   | prestatie |
| ------ | ------------------------ | --------- |
| Goud   | Corinne Nugter           | 52,33 m   |
| Zilver | Bibi Lotte van der Horst | 46,66 m   |
| Brons  | Jill Emmerzaal           | 44,76 m   |

### Speerwerpen
| rang   | atleet          | prestatie |
| ------ | --------------- | --------- |
| Goud   | Daan Meyer      | 75,53 m   |
| Zilver | Mart ten Berge  | 74,54 m   |
| Brons  | Bjorn Blommerde | 73,39 m   |

| rang   | atlete           | prestatie |
| ------ | ---------------- | --------- |
| Goud   | Lisanne Schol    | 52,66 m   |
| Zilver | Nadine Broersen  | 51,42 m   |
| Brons  | Emma Oosterwegel | 49,17 m   |

### Kogelslingeren
| rang   | atleet            | prestatie |
| ------ | ----------------- | --------- |
| Goud   | Denzel Comenentia | 64,60 m   |
| Zilver | Sander Stok       | 62,64 m   |
| Brons  | Maarten Persoon   | 57,12 m   |

| rang   | atlete               | prestatie |
| ------ | -------------------- | --------- |
| Goud   | Wendy Koolhaas       | 62,91 m   |
| Zilver | Sina Mai Holthuijsen | 55,54 m   |
| Brons  | Linda Prop           | 51,66 m   |

### Tienkamp/Zevenkamp
| rang   | atleet      | prestatie |
| ------ | ----------- | --------- |
| Goud   | Bas Markies | 7341 p    |
| Zilver | Pim Jehee   | 7103 p    |
| Brons  | Rik Taam    | 7042 p    |

| rang   | atlete         | prestatie |
| ------ | -------------- | --------- |
| Goud   | Maureen Rots   | 5452 p    |
| Zilver | Myrte Goor     | 5344 p    |
| Brons  | Sophie Klumper | 5338 p    |